# 李昇薫
李 昇薫（イ・スンフン、1864年3月25日 – 1930年5月9日）は、朝鮮の独立運動家、キリスト教指導者、実業家、教育家。本貫は驪州李氏。本名は李寅煥（イ・インファン、이인환）。幼名は昇日（スンイル、승일）。字は昇薫（スンフン、승훈）号は南岡（ナムカン、남강）。
政治家、教育者の朱基瑢は娘婿。

## 人物
平安北道定州に生まれる。早くに両親を失い、16歳で鍮器商店の店員になった。10年以上にわたって鍮器行商、工場経営などで多くの財を築き、国内屈指の大実業家にまで登り詰めた。
李は優れた経営者として、工場経営方法の改善に取り組み、労働環境を一新した。従業員の身分や階級に拘らず、全ての従業員を平等に評価したことにより、工場の生産能率や製品の品質も向上し、更に事業を拡大させることに成功した。しかし、国際貿易会社を設立し世界舞台に進出する計画を立て、韓国では初となる国際投資を試みたが、1904年の日露戦争の勃発により失敗し、破産した。
その後は地方へ移り住み、学問の道を探求するようになった。当時は、1905年に第二次日韓協約が締結されたり、高宗が強制的に退位させられるなど、国内情勢が混乱している時期にあったのだが、1907年に平壌で安昌浩の教育振興論に関する演説に感銘を受けて、生涯を独立運動と民族教育に身を捧げることを決意した。講明義塾と五山学校を開いて、人材育成に尽力し、特に五山学校は安昌浩による大成学校とともに、平安南道における民族主義教育の軸となった。続けて新民会の発起にも参加し、キリスト教に帰依するようになったのもこの頃からだったという。1910年には、平壌に馬山瓷器会社を設立した。
1911年に、安岳事件で済州島に流され、同年9月の105人事件により、平安道におけるキリスト教及び新民会の関係者が多く逮捕され、京城へ護送され、4年2ヶ月に渡って獄中生活を送ることとなった。1919年の三・一独立運動の際、キリスト教界代表として民族代表33人に参加したことにより、懲役3年の刑を受けた。
1922年に仮出獄となり、1924年に東亜日報の社長に就任した。以降も李商在などとともに朝鮮教育教会を設立して、民立大学設立を推進したり、物産奨励運動などを行った。
1930年に死去、66歳没。死後の1962年に大韓民国政府から建国勲章が授与され、ソウルの子供大公園に銅像が建立された。